# 찰리 데이비드
찰리 데이비드(Charlie David, 1980년 8월 9일 ~ )는 캐나다의 배우이다.

## 출연 작품
- 애니 퀴어 (2018)
- 주다스 키스 (2011)
- 비욘드 게이: 더 폴러틱스 오브 프라이드 (2009)
- 사랑은 네 단어 (2007)
- 터미널 시티 (2005)
- 범프! (2004)